# São Francisco do Conde (ort)
São Francisco do Conde är en ort i Brasilien.   Den ligger i kommunen São Francisco do Conde och delstaten Bahia, i den östra delen av landet, 1 100 km öster om huvudstaden Brasília. São Francisco do Conde ligger 21 meter över havet och antalet invånare är 24 614.
Terrängen runt São Francisco do Conde är platt. Havet är nära São Francisco do Conde söderut. Närmaste större samhälle är Santo Amaro, 9,6 km norr om São Francisco do Conde. 
Omgivningarna runt São Francisco do Conde är en mosaik av jordbruksmark och naturlig växtlighet. Runt São Francisco do Conde är det ganska glesbefolkat, med 47 invånare per kvadratkilometer.